# مكتسة
المَكِتسة طبق بلغاري تقليدي مصنوع من عجينة تحوي الزبادي المقلي. تُصنع من الدقيق والبيض وعامل نفاشية وماء وملح وزيت. يطلق عليهم اسم مَ كيكة في صربية. وهي تشبه اللنقوش المجري  وبودنغ يُركِشايَر البريطاني. يعتبر مكتسة طبقًا تقليديًا للإفطار.
تُقطع العجينة بعد أن ترتفع إلى كرات صغيرة وتُبسط دوائرًا مسطحة وتقلى في الزيت. يمكن استخدام الخميرة أو صودا الخبز أو الحليب أو الزبادي في بعض الوصفات. وصفة من سِلِستِرة تتضمن الزبادي وصودا الخبز، واحدة من قرية بالقرب من ستارة زغورة تستخدم الخميرة واللبن ، وتقترح وصفة من أيتوس الخميرة والحليب.